# Villa laevis
Villa laevis är en tvåvingeart som beskrevs av Becker 1915. Villa laevis ingår i släktet Villa och familjen svävflugor. Inga underarter finns listade i Catalogue of Life.